# Horace F. Graham

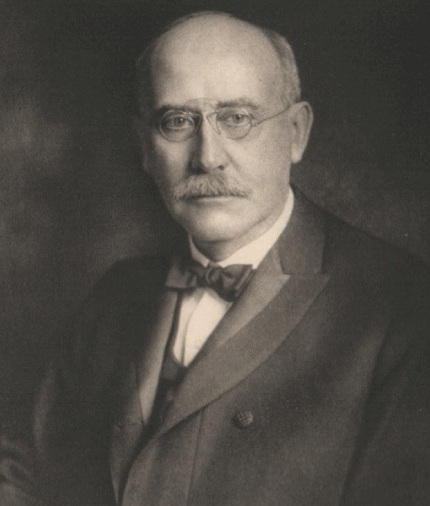
Horace F. Graham

Horace French Graham, född 7 februari 1862 i Brooklyn, död 23 november 1941 i Craftsbury, Vermont, var en amerikansk republikansk politiker. Han var guvernör i delstaten Vermont 1917–1919.
Graham studerade först vid City College of New York och fortsatte sedan med juridikstudier vid Columbia Law School. I Vermont gjorde han en lång karriär i delstatspolitiken och var dessutom elektor för William McKinley i presidentvalet i USA 1900.
Graham efterträdde 1917 Charles W. Gates som guvernör i Vermont och efterträddes 1919 av Percival W. Clement. Han var inblandad i en politisk skandal som härstammade från hans tid före guvernör då han var ansvarig för Vermonts bokföring som inte alltid stämde. Han fick en full benådning av guvernör Clement.
Kongregationalisten Graham gravsattes på Craftsbury Common Cemetery i Craftsbury.